# Зоогігієна
Зоогігіє́на (від ζῷον — «тварина» і ὑγίεια — «богиня здоров'я»), гігієна тварин, ветеринарна гігієна — наука, яка вивчає закономірності взаємовпливу довкілля й організму тварин, а також визначає доцільні умови утримання, вирощування, догляду, годівлі тварин, що сприяють збереженню здоров'я і формуванню максимальної продуктивності.
Зоогігієна передбачає санітарно-гігієнічний контроль за плануванням, будівництвом тваринницьких приміщень, розроблення прийомів догляду за кінцівками, утримання тварин у літніх табірних умовах і в зимовий період. Наука ґрунтується на даних біологічних та зооветеринарних дисциплін, вона тісно пов'язана з екологією та гігієною людини.
Розрізняють загальну зоогігієну і спеціальну. Загальна вивчає вплив на тварин клімату, ґрунту, складу рослинності, води та кормів різної якості та розробляє загальні прийоми догляду за тваринами. Спеціальна вивчає питання догляду, годівлі та експлуатації окремих видів (сільськогосподарських) тварин.

## Історія
Першим писемним джерелом із зоогігієни вважають ассирійський папірус Кахуна (6 тисяч років до нашої ери).
Ще за 2 тисячі років до нашої ери давні вавилоняни і єгиптяни мали знання про лікування тварин і заходи для запобігання хвороб. Рекомендації із зоогігієни, зокрема профілактичні заходи містять праці Гіппократа та римського вченого В. Ренатуса.
Значний внесок у зоогігієну зробили такі вчені: І. П. Попов, М. П. Чирвинський, М. Ф. Іванов, А. К. Скороходько, О. В. Озеров, В. А. Алікаєв, О. П. Онегов та інші.